# T1聯盟選秀
T1聯盟選秀是臺灣男子職業籃球聯盟T1聯盟的年度盛事。

## 歷史
2021年6月16日，中華民國籃球協會召開「跨聯盟選秀制度研議會議」，P. LEAGUE+（PLG）表示自行舉辦選秀是聯盟與六支球團的共識，超級籃球聯賽表示希望採跨聯盟聯合選秀，T1聯盟則未作出任何表態，中華民國大專院校體育總會則希望各聯盟能以21歲為參與選秀的最低門檻。8月9日，T1聯盟舉辦第一屆新人選秀會，共有58人參與，最終有17人獲選。
2022年7月12日，T1聯盟舉辦第二屆新人選秀會，共有44人參與，最終有14人獲選。9月5日，T1聯盟表示取消指名選秀制，2023年新人選秀會回歸自然選秀制。 2023年7月14日，T1聯盟舉辦第三屆新人選秀會，共有41人參與，最終有7人獲選，由林信寬成為選秀狀元。2024年7月15日，新聯盟籌備委員會邀請PLG與T1聯盟共同舉辦聯合選秀會；T1聯盟原訂於7月11日舉辦第四屆新人選秀會。7月9日，臺南台鋼獵鷹宣佈退出新聯盟籌備委員會並加入PLG。原T1聯盟球隊臺北台新戰神、新北中信特攻、桃園台啤永豐雲豹與高雄全家海神加入台灣職業籃球大聯盟（TPBL）。

## 選秀狀元
| 年份       | 選中球隊                 | 球員                     | 參考                     |
| ---------- | ------------------------ | ------------------------ | ------------------------ |
| 新人選秀會 |                          |                          |                          |
| 2021       | 該屆新人選秀會無選秀順序 | 該屆新人選秀會無選秀順序 | 該屆新人選秀會無選秀順序 |
| 2022       | 該屆新人選秀會無選秀順序 | 該屆新人選秀會無選秀順序 | 該屆新人選秀會無選秀順序 |
| 2023       | 台啤雲豹                 | 林信寬                   | [ 6 ]                    |

## 薪資
第一輪獲選球員的月薪最低新臺幣8萬元，第二輪起獲選球員的月薪最低新臺幣6萬元。曾當選FIBA國際賽中華臺北代表隊選手，年薪最低新臺幣120萬元。2024年新人選秀會為第一輪第一順位獲選球員的月薪最低新臺幣9萬元、第一輪第二順位獲選球員的月薪最低新臺幣8萬元、第一輪第三順位獲選球員的月薪最低新臺幣7萬元、其餘第一輪及第二輪（含之後輪次）獲選球員的月薪最低新臺幣6萬元。

## 外部連結
- (PDF). 中華民國籃球協會. 2021-07-01  [2022-05-17]. （原始内容 (PDF)存档于2021-07-15）.